# 제2회 미국 배우 조합상
제2회 미국 배우 조합상은 1995년 뛰어난 활동을 보인 영화 배우를 기리기 위해 1996년 2월에 열린 시상식이다. Santa Monica Civic Auditorium에서 개최되었다.

## 수상 및 후보

### 영화부문 앙상블상
- 아폴로 13 수상
- 겟 쇼티
- 아메리칸 퀼트
- 닉슨
- 센스 센서빌리티

### 영화부문 여우주연상
- 데드 맨 워킹 - 수잔 서랜든 수상
- 매디슨 카운티의 다리 - 메릴 스트립
- 라스베가스를 떠나며 - 엘리자베스 슈
- 닉슨 - 조안 알렌
- 센스 센서빌리티 - 엠마 톰슨

### 영화부문 남우주연상
- 라스베가스를 떠나며 - 니콜라스 케이지 수상
- 비성 - 제임스 얼 존스
- 데드 맨 워킹 - 숀 펜
- 닉슨 - 안소니 홉킨스
- 일 포스티노 - 마시모 트로이시

### 영화부문 여우조연상
- 센스 센서빌리티 - 케이트 윈슬렛 수상
- 크로싱 가드 - 안젤리카 휴스턴
- 조지아 - 메어 위닝햄
- 마이티 아프로디테 - 미라 소르비노
- 스모크 - 스톡카드 채닝

### 영화부문 남우조연상
- 아폴로 13 - 에드 해리스 수상
- 블루 데블 - 돈 치들
- 일급 살인 - 케빈 베이컨
- 오델로 - 케네스 브래너
- 유주얼 서스펙트 - 케빈 스페이시

### TV드라마부문 앙상블연기상
- ER 수상
- Chicago Hope
- 법과 질서 - 성범죄 수사대
- 뉴욕경찰 24시
- 피켓 펜스

### TV드라마부문연기상(여자)
- X 파일 - 미래와의 전쟁 - 질리언 앤더슨 수상
- Chicago Hope - 크리스틴 라티
- ER - 줄리아나 마굴리스
- 뉴욕경찰 24시 - 샤론 로렌스
- Sisters - 셀라 워드

### TV드라마부문연기상(남자)
- ER - 안소니 에드워즈 수상
- ER - 조지 클루니
- 뉴욕경찰 24시 - 데니스 프랜즈
- 뉴욕경찰 24시 - 지미 스미츠
- X 파일 - 미래와의 전쟁 - 데이비드 듀코브니

### 코미디부문 앙상블연기상
- 프렌즈 수상
- 시빌
- 프레이저
- 결혼 이야기
- 사인필드

### 코미디부문연기상(여자)
- 시빌 - 크리스틴 바란스키 수상
- 프렌즈 - 리사 쿠드로
- 결혼 이야기 - 헬렌 헌트
- Murphy Brown - 캔디스 버겐
- 사인필드 - 줄리아 루이스 드레이퍼스

### 코미디부문연기상(남자)
- 프레이저 - 데이빗 하이드 피어스 수상
- 프레이저 - 켈시 그래머
- 결혼 이야기 - 폴 레이저
- 사인필드 - 제이슨 알렉산더
- 사인필드 - 마이클 리처즈

### TV영화/미니시리즈부문 연기상(여자)
- 피아노 레슨 - 알프리 우다드 수상
- 위대한 승리 - 샐리 필드
- 앵커우먼 제시카 - 셀라 워드
- 버팔로 걸 - 안젤리카 휴스턴
- 두 여자의 사랑 - 글렌 클로즈

### TV영화/미니시리즈부문 연기상(남자)
- 트루먼 - 게리 시나이즈 수상
- 라스트 카우보이 - 토미 리 존스
- The Rockford Files: A Blessing in Disguise - 제임스 가너
- 욕망이라는 이름의 전차 - 알렉 볼드윈
- 터스키기 에어맨 - 로렌스 피시번

### 공로상
- 로버트 레드포드 수상